# Asian handicap
 Der er for få eller ingen kildehenvisninger i denne artikel, hvilket er et problem. Du kan hjælpe ved at angive troværdige kilder til de påstande, som fremføres i artiklen.

Asian handicap er en anden form for væddemål end de traditionelle 1-x-2 spil vi er vant til. Denne form for væddemål er populært inden for fodbold, amerikansk fodbold, basketball, baseball, rugby og ishockey. Spillet er attraktivt for de spillere der gerne vil vinde ofte, for der er kun to mulige udfald i hvert væddemål, idet muligheden for uafgjort bliver elimineret. Dette sker ved, at et af holdene bliver tildelt et handicap, sådan at det andet hold betragtes som vinder hvis kampen ender uafgjort. For at gøre det hele lidt mere kompliceret – men også mere attraktivt – er der dog også nogle lidt indviklede regler for hvornår man kan få en del af sit indskud igen.

## De forskellige handicap
Der er grundlæggende to forskellige typer af handicap: hele handicap og halve handicap.
Hele handicap betyder, at det ene hold bliver tildelt et helt antal mål på forhånd. Det kan dog også være 0 mål hvorved det næsten er et traditionelt væddemål.
Eksempelvis:
- Spiller man +1 på Hold A vil dette betyde at Hold A starter kampen med et helt mål, og der er således tre udfald af væddemålet. I tilfælde af uafgjort eller sejr til Hold A vil dette betyde at væddemålet er vundet, i tilfælde af et nederlag på et enkelt mål (0-1, 1-2, 2-3) vil indskuddet tilbagebetales og væddemålet annulleres, og i tilfælde af at Hold B vinder med to mål eller over vil væddemålet blive tabt.

Halve handicap er når et af holdene bliver tildelt et halvt mål til at starte med. Det betyder at kampen inklusiv handicap ikke kan ende uafgjort så enten vinder du eller også taber du:
Eksempelvis:
- Spiller man +0,50 i Asian handicap på Hold A vil holdet starte kampen med et halvt mål, og væddemålet vil således vindes i tilfælde af et udfald på uafgjort eller Hold A-sejr. En Hold B-sejr vil betyde at væddemålet er tabt.

Kvarte handicap kan man godt blive lidt forvirret over, for de har et ulogisk navn. I virkeligheden burde handicappet 0:1/4 hedde noget i retning af 0:1/4 og 0:1/2. Når man spiller dette væddemål laver man nemlig en kombination af et halvt og et helt væddemål:
1. Spiller man 0:1/4 spiller man i virkeligheden to væddemål med halvdelen af indsatsen på hver: Et væddemål 0:0 og et væddemål 0:1/2.
2. Spiller man 0:3/4 spiller man i virkeligheden to væddemål med halvdelen af indsatsen på hver: et væddemål 0:1/2 og et væddemål 0:1.
3. Spiller man 0:1 1/4 spiller man i virkeligheden to væddemål med halvdelen af indsatsen på hver: et væddemål 0:1 og et væddemål 0:1 1/2.